# Шарду-Ніражулуй
Шарду-Ніражулуй (рум. Șardu Nirajului) — село у повіті Муреш в Румунії. Адміністративно підпорядковане місту М'єркуря-Ніражулуй.
Село розташоване на відстані 256 км на північний захід від Бухареста, 14 км на схід від Тиргу-Муреша, 91 км на схід від Клуж-Напоки, 118 км на північний захід від Брашова.

## Населення
За даними перепису населення 2002 року у селі проживали 447 осіб.
Національний склад населення села:
| Національність | Кількість осіб | Відсоток |
| -------------- | -------------- | -------- |
| угорці         | 318            | 71,1%    |
| румуни         | 92             | 20,6%    |
| цигани         | 37             | 8,3%     |

Рідною мовою назвали:
| Мова      | Кількість осіб | Відсоток |
| --------- | -------------- | -------- |
| угорська  | 324            | 72,5%    |
| румунська | 86             | 19,2%    |
| циганська | 37             | 8,3%     |